# Atopsyche neolobosa
Atopsyche neolobosa är en nattsländeart som beskrevs av Oliver S. Flint Jr. 1963. Atopsyche neolobosa ingår i släktet Atopsyche, och familjen Hydrobiosidae. Inga underarter finns listade.